# Salem (New York)
Salem è un comune degli Stati Uniti d'America, situato nello stato di New York, nella contea di Washington. Fa parte della Glens Falls Metropolitan Statistical Area. La sua popolazione è di 2 702 abitanti, secondo il censimento del 2000 dell'United State Census Bureau. La città di Salem comprende una frazione omonima, precedentemente un villaggio.

## Storia
Joshua Conkey e James Turner si stabilirono nella città nel 1761, poiché attraversarono il territorio mentre servivano come soldati nella guerra franco-indiana.

## Geografia fisica
Secondo l'United States Census Bureau, la città ha una superficie totale di 135,77 km2.
Confina ad est con il Vermont. Parte dei confini a sud e ad est sono definiti dal Batten Kill, un affluente del fiume Hudson.

## Società

### Evoluzione demografica
Abitanti censitiAnno010002000300040001820185018801910194019702000Popolazione